# Марек Урам
Марек Урам (словац. Marek Uram; народився 8 вересня 1974 у м. Ліптовски Мікулаш, ЧССР) — словацький хокеїст, лівий нападник. 
Вихованець хокейної школи ХК «32 Ліптовски Мікулаш». Виступав за ХК «32 Ліптовски Мікулаш», ХК «Зноємшті Орлі», ХК «Вітковіце», «Слован» (Братислава), МХК «Мартін», МСК (Ж'яр-над-Гроном).
У складі національної збірної Словаччини провів 73 матчі (17 голів); учасник чемпіонатів світу 2002 і 2007.
Чемпіон світу (2002). Чемпіон Словаччини (2007, 2008). 